# 65489 Ceto
Ceto (tidigare känd som 2003 FX128) är ett objekt i Kuiperbältet som likt centaurerna tar sig in bland gasjättarna. Den upptäcktes den 22 mars 2003 av de båda amerikanska astronomerna Chad Trujillo och Michael E. Brown.
I Ceto's fall ligger perihelium innanför Uranus omloppsbana. Likt andra "scattered disc"-objekt riskerar Ceto's omloppsbana att störas av gravitationen från Neptunus och Uranus. Resultatet skulle kunna bli att Ceto krockar med någon av planeterna eller att den skickas in i en ny omloppsbana och kanske blir en periodisk komet.

## Phorcys (måne)
Cetos måne upptäcktes 11 april 2006 av K. Noll, H. Levison, W. Grundy och D. Stephens  med hjälp av rymdteleskopet Hubble. Medelavståndet till Ceto är 1 841±48 km. Excentriciteten är mindre är 0,015 och banan lutar 69° el 117°. Omloppstiden är 9,554±0,011 d.

## Benämning
Ceto har fått sitt namn efter ett sjömonster med samma namn inom grekisk mytologi. Phorcys var Cetos bror och make.